# Justin Chabert
Pour les articles homonymes, voir Chabert.
Justin Chabert, né le 22 mars 1841 à Gleizé dans le département du Rhône et mort le 16 octobre 1907 à Lyon est un homme politique français.
Il est négociant. Maire de Gleizé et conseiller d'arrondissement, il est député du Rhône de 1900 à 1907, inscrit au groupe de la Gauche radicale.